# Alcyonidium polypylum
Alcyonidium polypylum är en mossdjursart som beskrevs av Ernst Marcus 1941. Alcyonidium polypylum ingår i släktet Alcyonidium och familjen Alcyonidiidae. Inga underarter finns listade i Catalogue of Life.